# Souvenirs d'un autre monde
Souvenirs d'un autre monde é o primeiro álbum de estúdio da banda francesa Alcest, lançado em agosto de 2007.

## Faixas
| N.º            | Título                            | Duração |  |
| 1.             | "Printemps émeraude"              | 7:19    |  |
| 2.             | "Souvenirs d'un autre monde"      | 6:08    |  |
| 3.             | "Les iris"                        | 7:41    |  |
| 4.             | "Ciel errant"                     | 7:12    |  |
| 5.             | "Sur l'autre rive je t'attendrai" | 6:50    |  |
| 6.             | "Tir nan og"                      | 6:10    |  |
| Duração total: | Duração total:                    | 41:10   |  |

## Créditos
- Neige - Vocal, Guitarra, teclado, Baixo e Bateria